# آدوو کر
آدوو کر اینترنشنال،(LP) (به انگلیسی: AdvoCare International, L.P) یک شرکت بازاریابی چند سطحی است که محصولات تغذیه‌ای، ورزشی، کاهش وزن و انرژی را به فروش می‌رساند. این کمپانی در سال ۱۹۹۳ توسط چارلز راگز تأسیس شد و حدود ۲۵۰ نفر را در ایالات متحده استخدام کرد. دفاتر مرکزی این شرکت در پلانو، تگزاس هستند. این شرکت محصولات خود را در ایالات متحده از طریق شبکه‌ای متشکل از حدود ۶۰۰۰۰ توزیع کننده مستقل فعال توزیع می‌کند، کسانی که در یک طرح پاداش بر اساس فروش مستقیم شریک می‌شوند.

## شرکت هرمی
کمیسیون فدرال تجارت در سال ۲۰۱۹ اعلام کرد مدل تجارت ادووکر براساس ترفند هرمی بوده‌است. این شرکت جریمه‌ای ۱۵۰ میلیون دلاری پرداخت کرد.